# Arv
Arv är bruket att föra vidare egendom, titlar, skulder och skyldigheter när en individ dör. Arv genom bördsrätt har länge spelat en viktig roll i vissa samhällen. De seder och lagar som finns kring arv varierar över plats och tid. Enligt gammal germansk rätt ärvdes egendom till följd av släktskap. Testamente var okänt och arv härleddes helt enligt släktskap oavsett hur avlägset släktskapet än var.

## Arvsrätt i Sverige
När någon avlider ska dennes egendom fördelas mellan arvingarna. Fördelningen sker i Sverige enligt Ärvdabalken och ett eventuellt testamente. Före 1928 kunde även kusiner ärva men detta togs bort genom lagändring. 
Arv kan tas endast av den som lever vid arvlåtarens död. Barn, som är avlat dessförinnan kan också ärva om det föds med liv. Utländsk medborgare får lika med svensk ärva. I Sverige kan man ansöka om ett arvsintyg genom Skatteverket ifall en anhörig i ett annat EU-land har avlidit och arvsintygen kan användas för att bevisa att man är en arvinge eller rätt person att företräda ett dödsbo. 
Arvet går i första hand till bröstarvingarna, det vill säga till den avlidnes barn och barnbarn och deras avkomlingar (arvsklass 1). Om det inte finns någon i arvsklass 1 går arvet till den avlidnes föräldrar, syskon eller syskonens barn (arvsklass 2). Om det inte finns några i arvsklass 2 går arvet till den avlidnes far- och morföräldrar och deras avkomlingar (arvsklass 3). Kusiner har ingen arvsrätt.
Bröstarvingarna delar arvet lika om den avlidne var ogift och inte skrivit testamente. Om den avlidna testamenterat bort kvarlåtenskap har barnen ändå alltid rätt till sin laglott. Laglotten är hälften av arvslotten, som är den del som arvingen fått utan testamente. Det fordras att bröstarvingen påkallar jämkning för att laglotten ska utgå om laglotten inte respekteras frivilligt av testamenttagaren.
Om den avlidna är gift och barnen är gemensamma tillfaller hela arvet den efterlevande maken.  När den efterlevande maken avlider får gemensamma barn ut dels efterarv från den först avlidna föräldern dels arv från den senast avlidna föräldern. När den första föräldern avlider ärver alltså den kvarlevande föräldern allt, inklusive barnens arvslotter, med fri förfoganderätt. Barnen får rätt till sina arvslotter när den andra föräldern avlider, vilket brukar betecknas efterarv.
Den avlidnes särkullbarn, det vill säga de som inte är barn till den avlidnes make/maka, har arvsrätt före efterlevande maken/makan. Det betyder att särkullbarn har rätt att få sin arvslott när föräldern avlider om inte testamente inskränker arvslotten.
Bakarv är en benämning som innebär att en förälder ärver ett barn.

## Fotnoter
1. ↑  1 kap. 1 § Ärvdabalken (1958:637)
2. ↑  1 kap. 3 § Ärvdabalken (1958:637)
3. ↑  Skatteverket skatteverket.se. ”Europeiskt arvsintyg”. www.skatteverket.se. https://www.skatteverket.se/privat/folkbokforing/narenanhorigdor/arv/europeisktarvsintyg.4.5a85666214dbad743ffebc3.html. Läst 15 november 2023.
4. ↑  2 kap. 1 § Ärvdabalken (1958:637)
5. ↑  2 kap. 2 § Ärvdabalken (1958:637)
6. ↑  2 kap. 3 § Ärvdabalken (1958:637)
7. ↑  7 kap. 3 § Ärvdabalken (1958:637)
8. ↑  3 kap. 1 § Ärvdabalken (1958:637)
9. ↑   bakarv i Nationalencyklopedins nätupplaga.